# Tratado de Rastatt

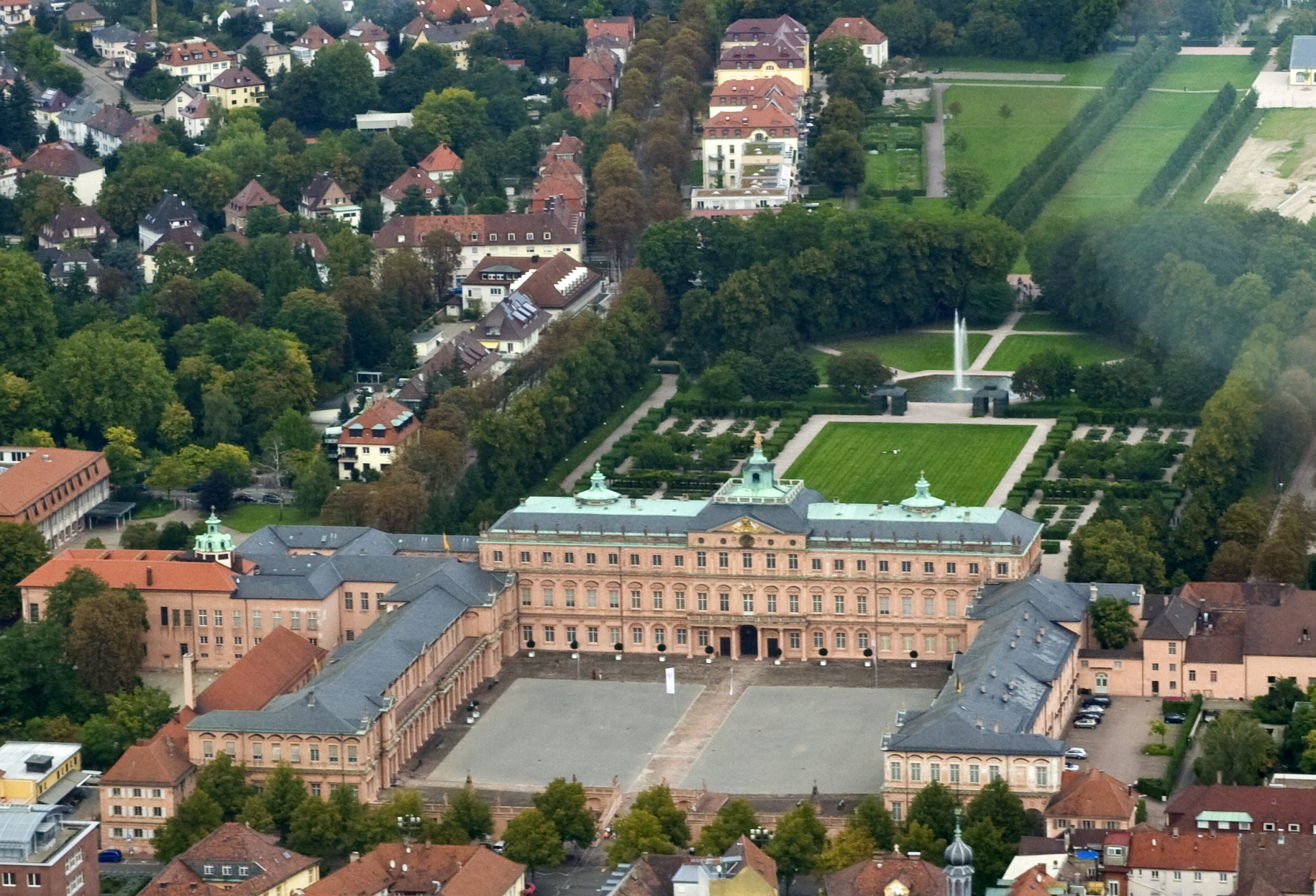
Palacio de Rastatt.

El tratado de Rastatt, firmado el 6 de marzo de 1714, ligeramente modificado por el Tratado de Baden del 7 de septiembre, supuso el fin de la Guerra de Sucesión Española entre el reino de Francia y el Imperio Habsburgo. El emperador Carlos VI vio reconocida la posesión de los Países Bajos Españoles (aumentados con Tournai, Ypres, Menen y Furnes), Nápoles, Milán, los Presidios de Toscana y Cerdeña (que sería intercambiada en 1718 por el Reino de Sicilia), mientras que el rey de Francia conservaba Landau, Estrasburgo y Alsacia, pero perdía Breisach, Kehl y Friburgo de Brisgovia. El tratado de Baden concretaba puntos del tratado de los tratados anteriores de Utrecht y Rastatt, y los electores de Colonia y de Baviera fueron restaurados en sus territorios y dignidades dentro del Imperio, mientras que Francia evacuaba Lorena. El Tratado de Rastatt se suele incluir en el conjunto de tratados de la Paz de Utrecht que pusieron fin a la Guerra de Sucesión Española y por eso también son conocidos como los Tratados de Utrecht-Rastatt.

## Historia
El Archiduque Carlos, desde 1711 Carlos VI de Austria, no renunció a sus aspiraciones a la Corona española —por lo que no reconoció a Felipe de Borbón como rey de España ni al duque de Saboya como rey de Sicilia— y se negó a firmar la paz en Utrecht, aunque sus aliados británicos y holandeses sí lo habían hecho. Según el cronista austracista exiliado en Viena Francesc Castellví, Carlos VI actuó así porque:

fiaba en las contingencias del tiempo. La mucha edad del rey Luis [XIV] y un príncipe de tres años que debía sucederle, los grandes achaques de la reina Ana [de Inglaterra], la inquietud del pueblo de Inglaterra, la poca satisfacción de los holandeses y generalmente todos los aliados le daban esperanza que en el espacio de una campaña podía mudarse el sistema y volver a encenderse con más fuerza la guerra.
Albareda Salvadó (2010, pp. 330-331)

Al no firmar el Imperio los tratados de Utrecht la guerra prosiguió en la primavera de 1713. El ejército francés ocupó las plazas de Landau y de Friburgo y la flota británica bloqueó a la emperatriz Isabel Cristina de Brunswick y a las tropas imperiales que seguían defendiendo el Principado de Cataluña frente a la ofensiva de las tropas de Felipe de Borbón. Estos reveses militares convencieron a Carlos VI que debía poner fin a la guerra por lo que se iniciaron las negociaciones de paz en la ciudad alemana de Rastatt a principios de 1714.

### El «caso de los catalanes»

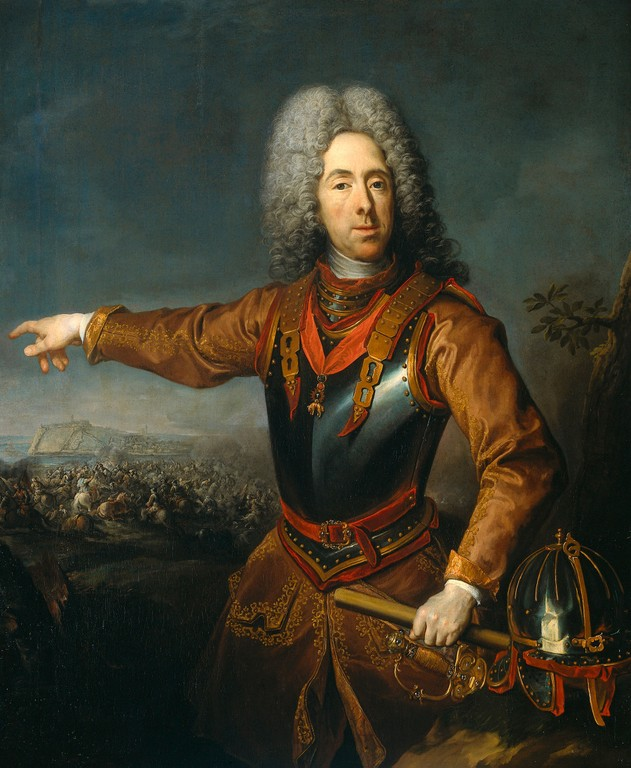
El príncipe Eugenio de Saboya retratado por Jacob van Schuppen.

Los protagonistas en las negociaciones fueron el Mariscal de Villars por el lado francés y el príncipe Eugenio de Saboya por el lado imperial, lo que facilitó los acuerdos pues entre ambos había una vieja amistad entablada cuando Villars fue embajador de Luis XIV en la corte de Viena. Sin embargo, el caso de los catalanes pronto se convirtió en la cuestión más difícil porque las posiciones eran prácticamente insalvables. Como le comunicó Eugenio de Saboya al secretario de Estado de Carlos VI, el catalán marqués de Rialp, «no cejo de trabajar cuanto me es posible a favor y en beneficio de la constante nación catalana, y bien puedo decir con ingenuidad a V.I. que es un puente muy difícil de arreglar». Por su parte el mariscal Villars comunicaba al rey de Francia que el príncipe Eugenio de Saboya estaba dispuesto a alcanzar un acuerdo, «pero está muy apenado acerca de los artículos de los catalanes, y es posible que un sentimiento similar haya hecho mella en el corazón del Archiduque y la Archiduquesa... la cual, para tener la libertad de salir [de Barcelona], habrá prometido a estos rebeldes todo aquello que le habrán pedido». Lo que el representante imperial pretendía, siguiendo las indicaciones de Carlos VI, era que Felipe V se comprometiera a promulgar una amnistía para sus "vasallos rebeldes" tanto catalanes como mallorquines y a no derogar las leyes e instituciones propias del Principado de Cataluña —ni del reino de Mallorca también del lado austracista— si la emperatriz y las tropas imperiales lo abandonaban. Por el contrario Felipe V quería aplicar en Cataluña y en Mallorca la "Nueva Planta" que había promulgado en 1707 para los "reinos rebeldes" de Valencia y de Aragón y que había supuesto su desaparición como Estados. Pero el embajador Villars aceptó la propuesta de Eugenio de Saboya siendo desautorizado por el secretario de Estado de Luis XIV, el marqués de Torcy, por lo que tuvo que abandonar la negociación. Al mismo tiempo Luis XIV enviaba a Cataluña un ejército al mando del duque de Berwick para que apoyara a su nieto Felipe V y este acabara de una vez con la resistencia de Barcelona.

### El acuerdo final

Europa después de los tratados de Utrecht y de Rastatt:
Ganancias de los Habsburgo (Países Bajos españoles, reinos de Nápoles y Cerdeña y Ducado de Milán)
Ganancias de Saboya (reino de Sicilia, intercambiado en 1720 por Cerdeña).
Ganancias británicas (Menorca y Gibraltar)
Ganancias prusianas (parte del Alto Güeldres)

El 6 de marzo de 1714 se firma el tratado en el que Luis XIV cede al Imperio las tierras a la derecha del Rin (Breisach, Kehl y Friburgo) pero conserva Landau, Estrasburgo y Alsacia. En el tratado también se incluye la restauración en sus estados del Elector de Colonia y del Elector de Baviera. Lo que no consiguió el representante del emperador fue el compromiso de Felipe V sobre la amnistía y el mantenimiento de sus leyes e instituciones propias para el Principado de Cataluña y para el Reino de Mallorca que seguían sin ser sometidos a su autoridad. La negativa a hacer ningún tipo de concesión la argumentaba así Felipe V en una carta remitida a su abuelo Luis XIV:

No es por odio ni por sentimiento de venganza por lo que siempre me he negado a esta restitución, sino porque significaría anular mi autoridad y exponerme a revueltas continuas, hacer revivir lo que su rebelión ha extinguido y que tantas veces experimentaron los reyes, mis predecesores, que quedaron debilitados a causa de semejantes rebeliones que habían usurpado su autoridad. [...] Si [Carlos VI] se ha comprometido en favor de los catalanes y los mallorquines, ha hecho mal y, en todo caso, debe conformarse del mismo modo que lo ha hecho la reina de Inglaterra, juzgando que sus compromisos ya se veían satisfechos con la promesa que he hecho de conservarles los mismos privilegios que a mis fieles castellanos.
Albareda Salvadó (2010, pp. 351-352)